# Søren Pedersen Kalundborg
Søren Pedersen Kalundborg (Calundanus) (23. oktober 1607 i Kalundborg – 25. november 1657) var en dansk professor, yngre broder til Hans Pedersen Kalundborg og fader til Jesper og Peder Hiort.
Han var søn af Peder Jacobsen (1571 i Varde - 9. januar 1641 i Kalundborg) og Bodil Christensdatter (1579 - 17. oktober 1649 i Roskilde). Han blev student 1626, rejste derpå udenlands og disputerede i Jena, blev ved sin hjemkomst 1633 kreeret til magister og provst på klosteret, derefter 1635 konrektor ved Københavns Skole og 1638 rektor sammesteds. 1646 udnævntes han til professor ethices ved Universitetet og skrev som sådan en række etiske afhandlinger; han døde 25. november 1657.
Han ægtede 1639 Kirsten Jespersdatter Buchmand (Caspersdatter Bechman) (27. januar 1614 - 20. maj 1659); deres børn antog navnet Hiort, mens Hans' børn optog slægtens gamle tyske navn Schade.